# Molínia
Molinia són un gènere de plantes de la tribu Arundínia, família de les poàcies És originari d'Euràsia.

## Descripció
Són plantes perennes, cespitoses. Fulles amb llimb pla. Espiguetes comprimides lateralment, amb flors articulades sobre la raquilla. 2 glumes, membranoses, més curta que les flors, subiguals; la inferior innervada; la superior amb 1-3 nervis. Call pelós. Lema papiràcia, trinervada. Pàlea amb 2 quilles.

## Taxonomia
El gènere va ser descrit per Franz Paula von Schrank i publicat a Baiersche Flora 1: 100, 334. 1789. L'espècie tipus és: Molinia vària Schrank.
Etimologia
Molinia nom genèric que deu el seu nom al sacerdot xilè Juan Ignacio Molina.
Citologia
El nombre cromosòmic bàsic és x = 9, amb nombres cromosòmics somàtics de 2n = 18, 36 i 90. diploide i sèries poliploides. Els cromosomes són relativament petits.
- Molinia caerulea (L.) Moench
- Molinia japonica Hack.[4][5]